# 다윈퍼즐
다윈 퍼즐(Darwinian puzzle)은  자원을 소유한 개체의 자원이 효율적으로 사용되지 않는것처럼 보이는 특성이다. 이러한 특성은 진화생물학자들의 관심을 끌고 있다. 몇몇 인간의 특성은 상대적으로 널리 퍼져 있지만 생식력 및  또는 수명을 줄임으로써 생식 성공률이 낮기 때문에 진화론적 사고로 이를 이해하는데 어려움을 겪게된다. 고전적인 예 중 일부는 왼손잡이, 폐경기 및 정신 장애이다. 이 특성은 동물에서도 발견된다. "다윈의 퍼즐"이라는 문구 자체는 드물고 불분명하다. 다만 이것은 일반적으로 동물 행동의 맥락에서 주로 언급된다.

## 예
동물에서도 발견되는 일례로 수컷 공작새는 체력을 감소시킬 수있는 특성의 예를 잘 보여준다. 꼬리가 클수록 포식자들이 쉽게 볼 수 있으며 포식자로부터 자신을 방어하기 위한 수컷 공작새의 움직임을 방해할 수도 있음에도 불구하고 공작새는 지속적으로 세대를 거쳐 오랜기간 체중을 키우는것보다 꼬리를 화려하게 키우는데 집중해서 진화해왔다. 실제로 찰스 다윈(Charles Darwin)은 공작의 꼬리를 성적 선택의 증거로 설명함으로써 이 "퍼즐"을 해결했다. 더 큰 꼬리는 짧은 꼬리를 가진 다른 수컷보다 더 많은 암컷을 유치할 수 있게 하여 수컷에게 진화적인 적합도를 높이는 높은 잠재생식률에서 이를 부여하고 있다. 최근 연구에서는 수컷 공작새의 화려한 꼬리의 문양의 정도는 우수한 유전자 정보와 관계있으며 암컷은 이를 선택하는 것으로 알려진바있다.

## 같이 보기
- 붉은여왕가설
- 작동 성비